# Шанже (Горња Марна)
Шанже (фр. Changey) насеље је и општина у североисточној Француској у региону Шампањ-Арден, у департману Горња Марна која припада префектури Лангр.
По подацима из 2011. године у општини је живело 293 становника, а густина насељености је износила 43,93 становника/km². Општина се простире на површини од 6,67 km². Налази се на средњој надморској висини од 350 метара.

## Демографија
| 1962. | 1968. | 1975. | 1982. | 1990. | 1999. | 2011. |
| ----- | ----- | ----- | ----- | ----- | ----- | ----- |
| 104   | 116   | 98    | 122   | 201   | 218   | 293   |

График промене броја становника у току последњих година